# Skálovka žlutavá
Skálovka žlutavá (Drassodes lapidosus) je druh pavouka z čeledi skálovkovití a rodu Drassodes. Popsal jej Charles Athanase Walckenaer v roce 1802. Jde o palearktický druh, který se vyskytuje i v severní Africe. V Česku je tento pavouk velmi hojný.

## Popis
Sameček je dlouhý 6-15 mm, samička 9-18 mm. Zbarvení je žlutohnědé až šedožluté, s hedvábným leskem, chelicery dlouhé. Zadeček samičky je výrazně širší než samečkův. Záměna je možná s dvěma podobnými druhy skálovek, které se vyskytují v Česku – skálovkou měděnou (D. cupreus) a skálovkou pýřitou (D. pubescens), případně se zápředníky rodu Clubiona.

## Způsob života
Obě pohlaví tohoto druhu spolu žijí ve velké síťovitém vaku, do nějž pak samička ukládá bílý, asi 2 cm dlouhý kokon s vajíčky. Mimo dobu rozmnožování tento druh přes den žije pod kameny a na lov vychází v noci. Jedná se částečně o synantropní druh, který se vyskytuje i v blízkosti lidských obydlí.